# 突厥斯坦

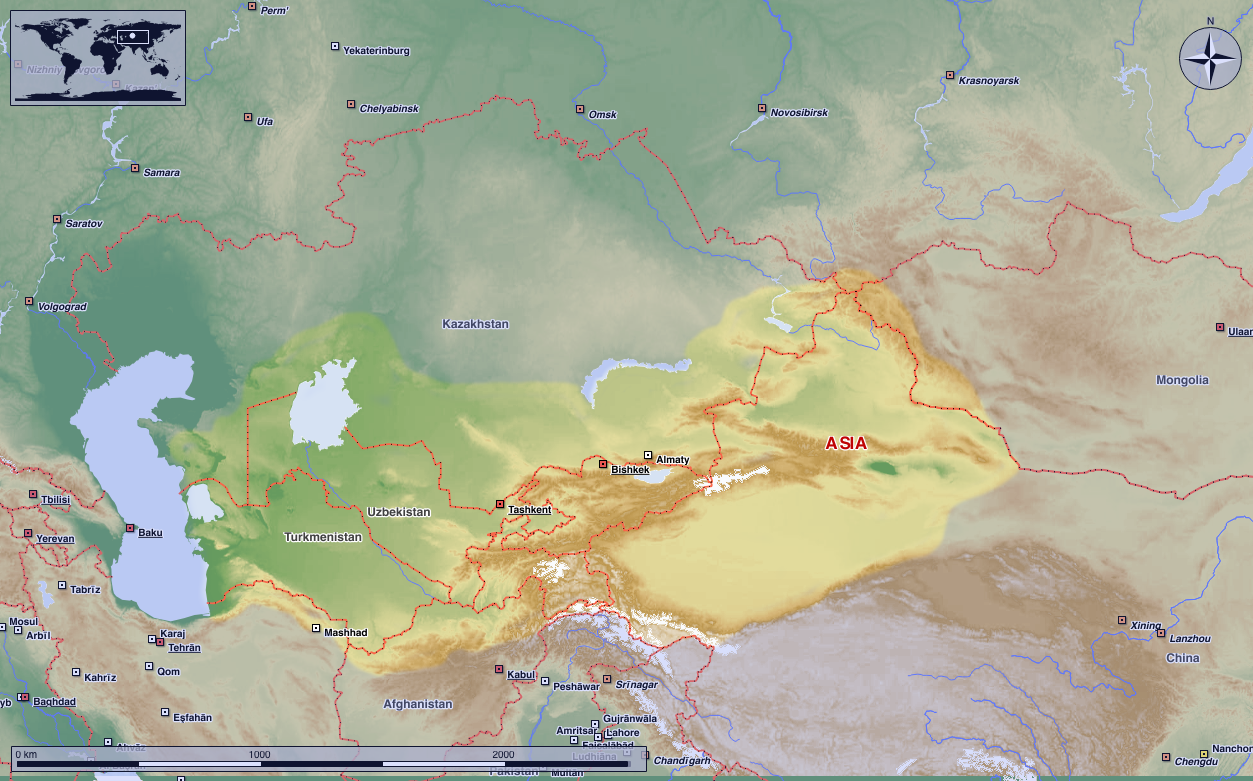
突厥斯坦的疆域涵蓋了許多國家，包括：俄羅斯（韃靼斯坦和西伯利亚部分地區）、蒙古（最西部）、中國（新疆部分地區）、哈薩克、土庫曼、塔吉克、烏茲別克、吉爾吉斯以及阿富汗的部分地區。

突厥斯坦（羅馬化：Türkistān，羅馬化：Türkistân，羅馬化：Torkestān，羅馬化：Turkistān；維吾爾語：تۈركىستان‎，拉丁维文：Türkistan，羅馬化：al-Turkistan），又譯為土耳其斯坦，一个源自伊朗语支的地理称谓，意为“突厥人所居之地”，指中亚地区使用突厥语族语言的多个民族所生活的地区，其具体的地理范围在不同时期、不同文献中各有不同。

## 名称起源

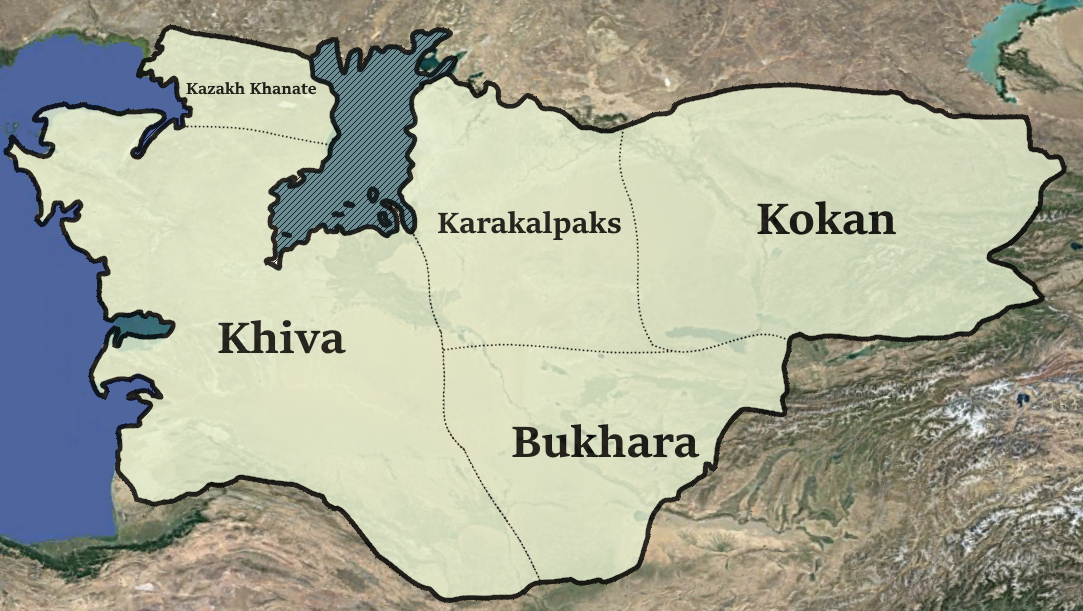
1850年獨立的鞑靼利亚（中亚突厥斯坦）

“突厥”一名最早见于汉文古籍，用于指称中国西北的一个部族，该部族在公元6世纪初崛起于阿尔泰山西南麓，552年在西魏的支持下击败统治他们的柔然人，建立第一个突厥人国家“突厥汗国”，其牙帐设在今日蒙古国杭爱山以北。突厥部所属族群在中国史书被称为“铁勒”。近代以来，中亚的突厥语族群的各个民族被统称为突厥人，历史上的高车、阿跌、浑、薛延陀、回纥、黠戛斯、葛逻禄、钦察、乌古斯等也被认为属于突厥人部族，现代突厥人主要包括土耳其、阿塞拜疆、乌兹别克、维吾尔、哈萨克、塔塔尔、吉尔吉斯、巴什基尔、哈卡斯、阿尔泰、图瓦、雅库特、嘎嘎乌兹、哈扎尔、裕固、撒拉、楚瓦什等民族，而以突厥民族为主体的国家有土耳其、阿塞拜疆、乌兹别克斯坦、哈萨克斯坦、土库曼斯坦、吉尔吉斯斯坦，以及俄罗斯联邦内的一些自治共和国，如鞑靼斯坦、哈卡斯、巴什基尔、萨哈等。“斯坦”（羅馬化：-stan）是源自波斯文的後綴，意为「……聚集的地方」。

## 含义变迁
“突厥斯坦”一词本为波斯语地名，其所指的地域随时代的变迁和突厥人居住地区的迁移而不断改变。约563年，突厥人在锡尔河畔击败嚈哒，进入河中地区，与当时统治伊朗的波斯萨珊王朝以阿姆河为界。已发现的最早的“突厥斯坦”一词出现在7世纪的粟特文文书中，指锡尔河与阿姆河之间的一小块地区。该词在8世纪后已被广泛使用于阿拉伯人撰写的地理学著作，但阿拉伯人灭亡萨珊王朝并占领中亚后，突厥势力被逐出河中地区，因此在9-11世纪的阿拉伯语文献中，“突厥斯坦”所指的地域也就开始向北、向东迁移，河中地区因被阿拉伯人占领而被排除在突厥斯坦以外。成书于846年的阿拉伯地理著作《道里邦国志》中写道“在突厥所有领地中，九姓乌古斯人的领地算是突厥地中最大的一块。九姓乌古斯人的领地同中国、吐蕃、葛逻禄、寄蔑、古斯、杰富拉、白伽纳克、突骑施、艾泽库什、黑夫沙贺、黠戛斯、海赖吉诸邦国的领地相接:34-35。”其所谓的“突厥地”（突厥斯坦）应是指今锡尔河以北的草原和毗邻地带。成书于982年的波斯文地理著作《世界境域志》称河中地区是“通往突厥斯坦的门户”，将葛逻禄和古斯之地称为“突厥斯坦”；13世纪波斯名著《世界征服者史》中也将“突厥斯坦”与“河中”相提并论。
10世纪末萨曼王朝灭亡，中亚地区开始突厥化。该时期，操突厥语的部族在中亚建立了哈喇汗、哥疾宁、塞尔柱、花剌子模等国家，更多的突厥部族迁入中亚南部，他们转信伊斯兰教，定居务农并与当地人通婚，使中亚人在语言、文化、宗教信仰、风俗习惯等方面逐渐与突厥人趋同。10世纪时波斯语中“突厥斯坦”一词的用法已经固定化，即泛指中亚和蒙古高原。奇里乞亚亚美尼亚王国国王海屯一世曾在1254年至1255年应召经过中亚到哈拉和林觐见蒙古大汗蒙哥，根据其旅行记录《海屯王中亚记行》，返回时经过仰吉八里（今新疆玛纳斯）等地后才进入突厥斯坦:15-16，也就将当时信奉佛教的畏吾儿地排除在突厥斯坦之外了。15世纪末16世纪初，乌兹别克人南下建立了多个乌兹别克汗国，使阿富汗北部增加了大量乌兹别克居民，使当地被称为“阿富汗突厥斯坦”。
欧洲地理大发现时期，西方人从阿拉伯人的著作中接触到“突厥斯坦”的概念，1722年法国巴黎出版的《帖木儿伯克史》中将整个西伯利亚称为“北突厥斯坦”，将新疆称为“南突厥斯坦”。由于地缘的关系，俄罗斯人对东方要比其他欧洲人更为了解，1558年伊凡雷帝的商业代表詹金森访问河中地区的布哈拉汗国，其所著的《旅行报告》中将布哈拉视为突厥斯坦最重要的国家:520。18世纪中叶，清朝统一新疆之后，在北京供职的两位葡萄牙籍神甫奉乾隆皇帝圣旨到新疆实地测绘地图，其测绘的多个地理方位于1776年被法国神甫钱德明以“东、西突厥斯坦”为名发表在《关于中国历史、地理等情况的报告》中，从此西方人开始将塔里木盆地称为“东突厥斯坦”。
1865年至1868年间，俄罗斯帝国逐步吞并中亚的浩罕汗国，其间曾于1865年在塔什干设立突厥斯坦州、在1867年设立突厥斯坦总督区，“突厥斯坦”首次成为现实中的区划名称。19世纪下半叶，在西方著作中已经较为明确的将突厥斯坦分为三个部分，既中亚以乌兹别克族为主要居民的“俄国突厥斯坦”或“西突厥斯坦”，新疆南部以维吾尔族为主要居民的“中国突厥斯坦”或“东突厥斯坦”， 兴都库什山北麓以哈扎尔人为主要居民的“阿富汗突厥斯坦”。十月革命后，在原突厥斯坦总督区建立突厥斯坦苏维埃社会主义自治共和国，但为打击泛伊斯兰主义和泛突厥主义，苏联于1924年以民族识别为基础在中亚建立多个加盟共和国，并在国内取缔了“突厥斯坦”的使用，用“中亚”一词将之取代。
2024年至2025年学年起，土耳其教育部将历史教材中的「中亚」概念全部替换为「突厥斯坦」。

## 中文译名
1602年，意大利传教士利玛窦在北京绘制《坤舆万国全图》，将突厥斯坦译写为“土儿客私堂”，位于北纬50度至60度之间，阴山等山脉以北。1623年，艾儒略所著的《职方外纪》中则将突厥斯坦译写为“杜尔格斯当”，同样在北纬50度至60度之间。19世纪下半叶，突厥斯坦总督区建立后，清朝官员将俄语中的（突厥斯坦）译为“土耳机斯坦”，随着现代国家土耳其的建立，突厥斯坦的中文称谓逐渐演变为“土耳其斯坦”，与“土耳其”的概念产生混淆。为避免误会，中共中央编译局曾创造了“土尔克斯坦”一词，但并未被重视，“土耳其斯坦”仍被广泛应用于中文报刊和书籍。
《翻译通讯》1985年第11期上曾刊文指出将“East Turkestan”译为“东土耳其斯坦”是错误的，1986年敦煌研究院张德明发表反驳文章《译名“东土耳其斯坦”并非“大错”》认为将“土耳其斯坦”的东部称为“东土耳其斯坦”并无错误。卡得尔·艾克拜尔等学者则指出“土耳其斯坦”本身就是错误的译名，无论是俄语、英语还是汉语中，“土耳其”与“突厥”都是两个截然不同的概念，“Turkestan”是由“Turk”（突厥）和“estan”（斯坦）构成，此处“突厥”是操突厥语各民族的统称，不可翻译为指“安纳托利亚突厥人”或者“奥斯曼土耳其人”的“土耳其”。经过多名学者的呼吁，最终“突厥斯坦”被中国大陆学界确定为正确翻译，同理的还有原本译为“大土耳其主义”的“泛突厥主义”。不过在台湾，“土耳其斯坦”这个译称仍被广泛使用。